# John Bower Mowat
Pour les articles homonymes, voir John Mowat et Mowat.
John Bower Mowat  (8 juin 1825-15 juillet 1900) est un ministre presbytérien et professeur d'université de l'Ontario au Canada.

## Biographie
Fils de l'administrateur de collège John Mowat, Mowat naît à Kingston dans le Haut-Canada. Il étudie à Brockville, à l'Université Queen's de Kingston et à l'Université d'Édimbourg. En 1848, il est nommé catéchiste par le directeur du Queen's College John Machar (en) et ensuite ordonné à Niagara en 1850.
Servant comme pasteur de la St. Andrews Presbyterian Church de Niagara de 1850 à 1857, il est ensuite embauché comme professeur de langues orientales, de critiques bibliques et d'histoire de l'Église au Queen's College jusqu'en 1881.

## Famille
Son frère, Oliver Mowat, sert comme premier ministre de l'Ontario de 1872 à 1896. Son fils, Robert McGill Mowat, est le père d'Angus McGill Mowat et le grand-père de l'écrivain Farley Mowat. Son fils, John McDonald Mowat, sert comme maire de Kingston de 1906 à 1907.
Mowat meurt à Kingston à l'âge de 75 ans.